# Warszów
Warszów (niem. Ostswine) – część miasta Świnoujścia o charakterze przemysłowym, położona na wyspie Wolin, przy wschodnim brzegu cieśniny Świny.

## Historia
Od 1939 r. w granicach Świnoujścia. 5 października 1954 r. wyłączony ze Świnoujścia stał się siedzibą gromady Warszów (obejmującej również Klicz i Chorzelin). 13 listopada 1954 gromada Warszów uzyskała status samodzielnego osiedla (jednostki administracyjnej). Osiedle Warszów zostało włączone ponownie do Świnoujścia 31 grudnia 1959 roku.
Do 1945 r. stosowano niemiecką nazwę Ostswine. W 1947 r. ustalono urzędowo polską nazwę Warszów. Stanisław Rospond wskazał także dawne historyczne nazwy: Warsowe, Warsouu.

## Zabudowa
Na północy falochron o długości 1400 m, szeroka plaża, na granicy lasu wieża dyspozycyjna kapitanatu portu (wysokość ponad 40 m), latarnia morska, z 1854–57 (najwyższa na polskim wybrzeżu, o wysokości 68 m), XIX-wieczna pruska twierdza Fort Gerharda (Fort Wschodni) oraz ruiny schronów z okresu II wojny światowej.
Przy ul. Sosnowej znajduje się kościół parafialny pw. św. Wojciecha, współczesny z 1980, żelbetowy, na rzucie ośmioboku. Wewnątrz dwie gotyckie rzeźby z XV w.: Madonna z Dzieciątkiem na półksiężycu i św. Jan Ewangelista z kielichem.

## Gospodarka

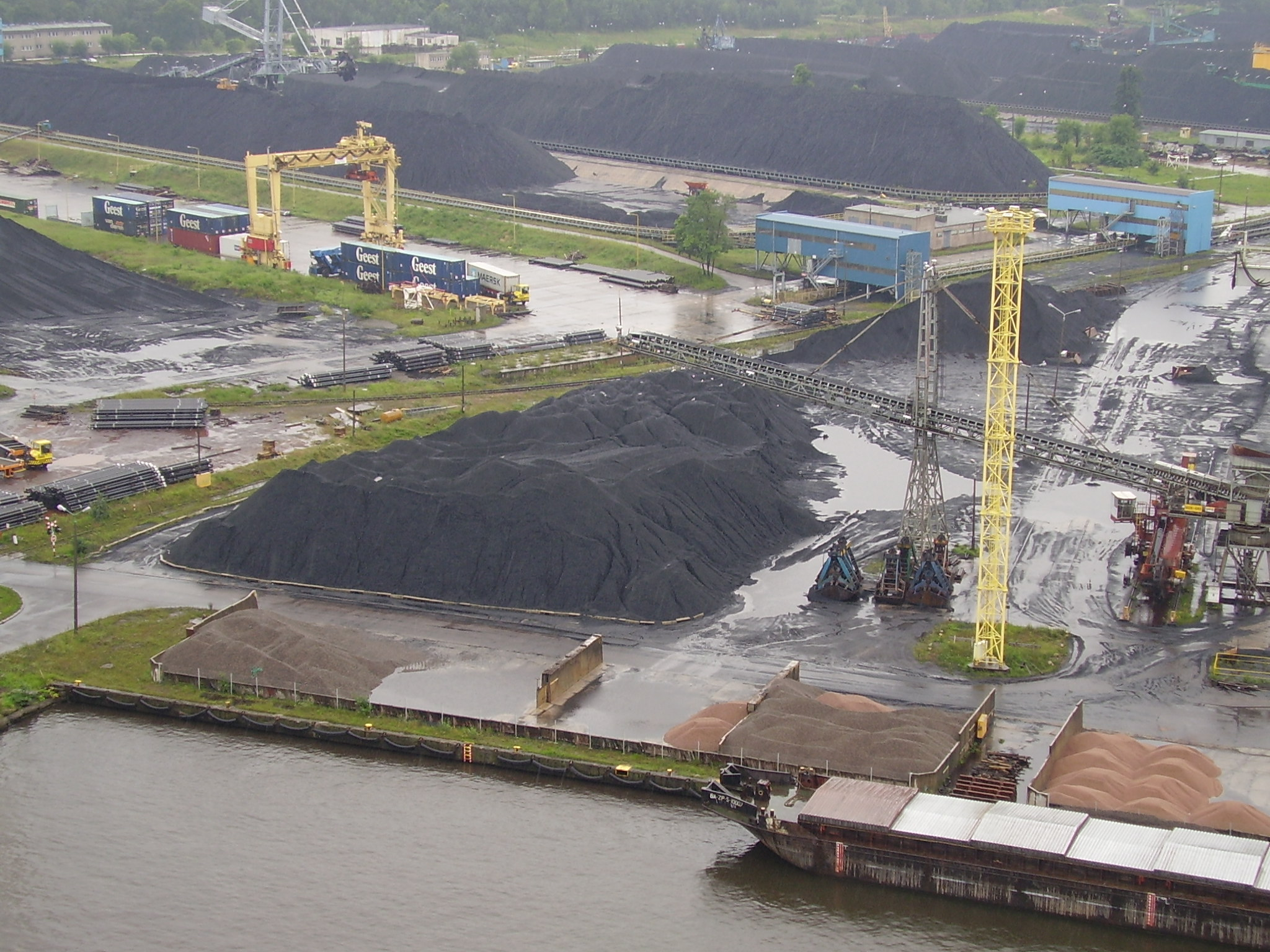
Port morski Świnoujście na Warszowie (widok z latarni)

Największymi zakładami przemysłowymi są OT Port Świnoujście oraz Morska Stocznia Remontowa.
Na północ od Warszowa znajduje się Terminal gazu płynnego LNG.

## Przyroda
- Pomnik przyrody dąb Latarników (na boisku szkolnym, naprzeciw kościoła), o obwodzie 635 cm i wysokości około 18 m
- Pomnik przyrody dąb Karczmarz (w centrum)[11]

## Komunikacja
Warszów jest głównym ośrodkiem komunikacyjnym Świnoujścia: terminal promów morskich, przystań miejskiej przeprawy promowej do centrum miasta, dworzec i dwa przystanki kolejowe (Świnoujście Warszów i Świnoujście Port), dworzec PKS, pętla autobusów miejskich linii nr 1, 5, 7, 10.

## Samorząd pomocniczy
Świnoujście utworzyło jednostkę pomocniczą miasta – „Osiedle Warszów”. Organem stanowiącym jest Ogólne Zebranie Mieszkańców Osiedla Warszów, a organem wykonawczym jest Zarząd Osiedla Warszów, który składa się z 7 członków.

## Oświata i kultura
Szkolnictwo prawobrzeżnego Świnoujścia to Zespół Szkół Morskich im. Eugeniusza Kwiatkowskiego, Technikum Elektryczne, Szkoła Podstawowa nr 2 im. Henryka Sucharskiego oraz Gimnazjum Publiczne nr 3 im. Orła Białego.
Dom Kultury Warszów (Filia nr 2 MDK w Świnoujściu), ul. Sosnowa 18. W ramach zajęć zespoły muzyczno-wokalne: „Sztorm”, „Smyki”, mały szantowy, Szkoła Tańca „Jantar”, kółka zainteresowań plastyczne i modelarskie.
Przy dworcu kolejowym węzeł znakowanych szlaków turystycznych.